# هيو بينيت
هيو بينيت (10 نوفمبر 1862 - 26 يوليو 1943) (بالإنجليزية: Hugh Bennett)‏ هو لاعب كريكت بريطاني (وحمل سابقاً جنسية المملكة المتحدة لبريطانيا العظمى وأيرلندا).

## وصلات خارجية
- هيو بينيت على موقع إي آس بي آن كريك إنفو (الإنجليزية)